# Le Vigneron
Le Vigneron ist ein französischer Weichkäse aus Kuhmilch, aus der Region Elsass.
Seine Rinde prägen Rotkulturen und er besitzt einen Anteil von 50 % Fett i. Tr. und wiegt ca. 250 g. Von Hand gewaschen wird er mit einem Gewürztraminer-Schnaps verfeinert.
Dieser Käse wird gerne gefüllt gegessen, entweder mit Paprika oder Gartenkräutern, oder aber als mit Himbeerkonfitüre gefüllter „Le Vigneron à la confiture de framboise“.